# Getxophoto
GETXOPHOTO es un festival de imagen que se celebra cada septiembre en torno a un tema desde 2007 en la localidad de Guecho, y apuesta por alternativas a los convencionales formatos, soportes y para mostrar para sus muestras. Organizado por el colectivo Begihandi, el festival trabaja de la mano de un comisario invitado cada tres años con el fin de escoger aquellos trabajos fotográficos que impliquen valores como el conocimiento, la comunicación y el goce estético. A partir de 2017 se denomina como  Festival Internacional de imagen, en lugar de fotografía porque a partir de ese año se acerca también a las instalaciones interactivas y audiovisuales.

## Temáticas
- 2021 Compartir
- 2020 ¡A la calle![4][5]
- 2019 Transiciones III Post Homo sapiens. Programando el futuro.[6][7]
- 2018 Transiciones II[8][9][10]
- 2017 Transiciones I[11][12]
- 2016 Tiempo[13][14]
- 2015 Viajes[15][16]
- 2014 Luchas[17][18]
- 2013 Sueños[19][20]
- 2012 Elogio de la infancia[21][22]
- 2011 Elogio de la vejez[23][24]
- 2010 Elogio del ocio[25][26]
- 2009 Ficciones asiáticas[27][28]
- 2008 Mutaciones[29][30]
- 2007 Autorepresentación[31][32]

## Imágenes

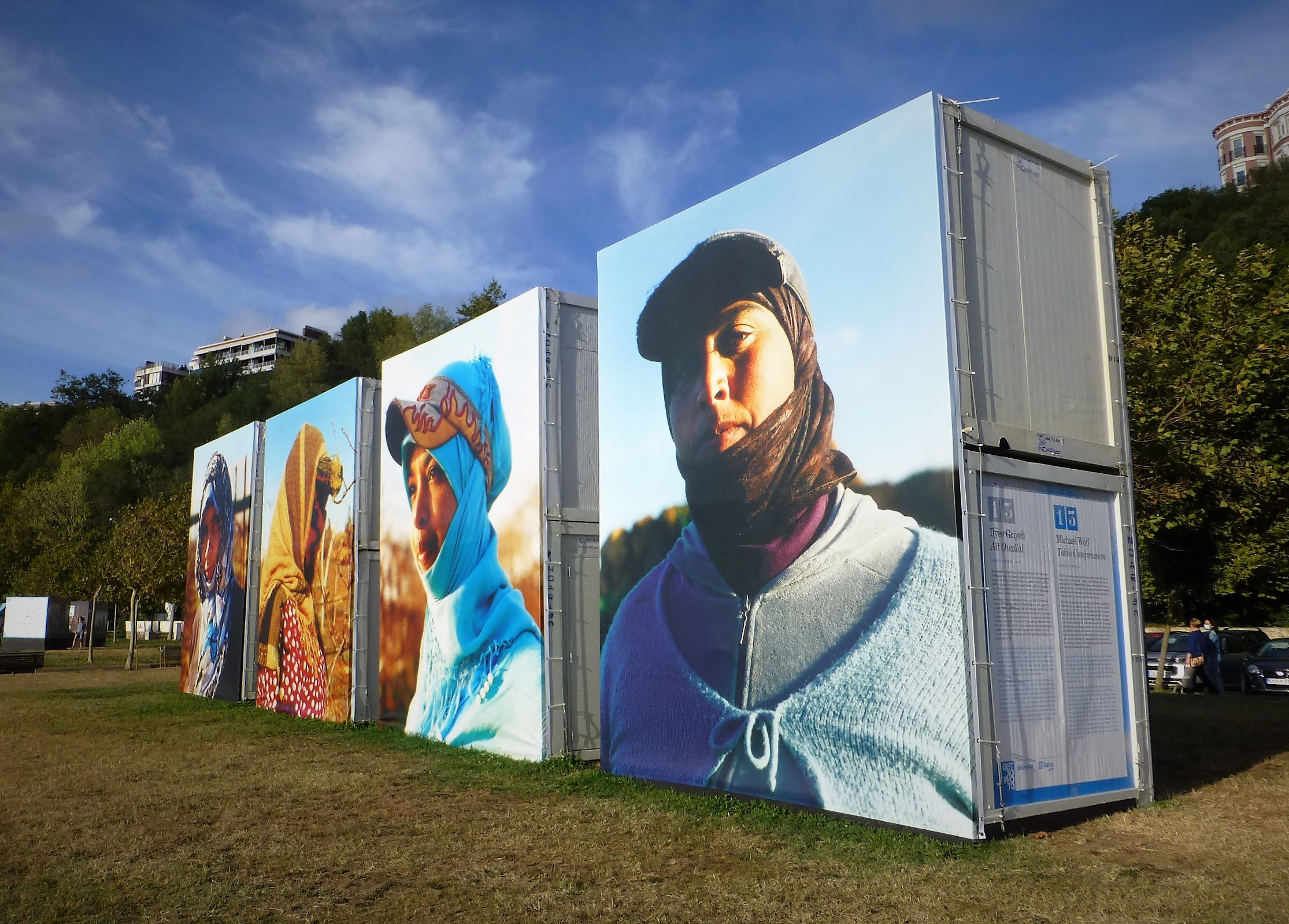
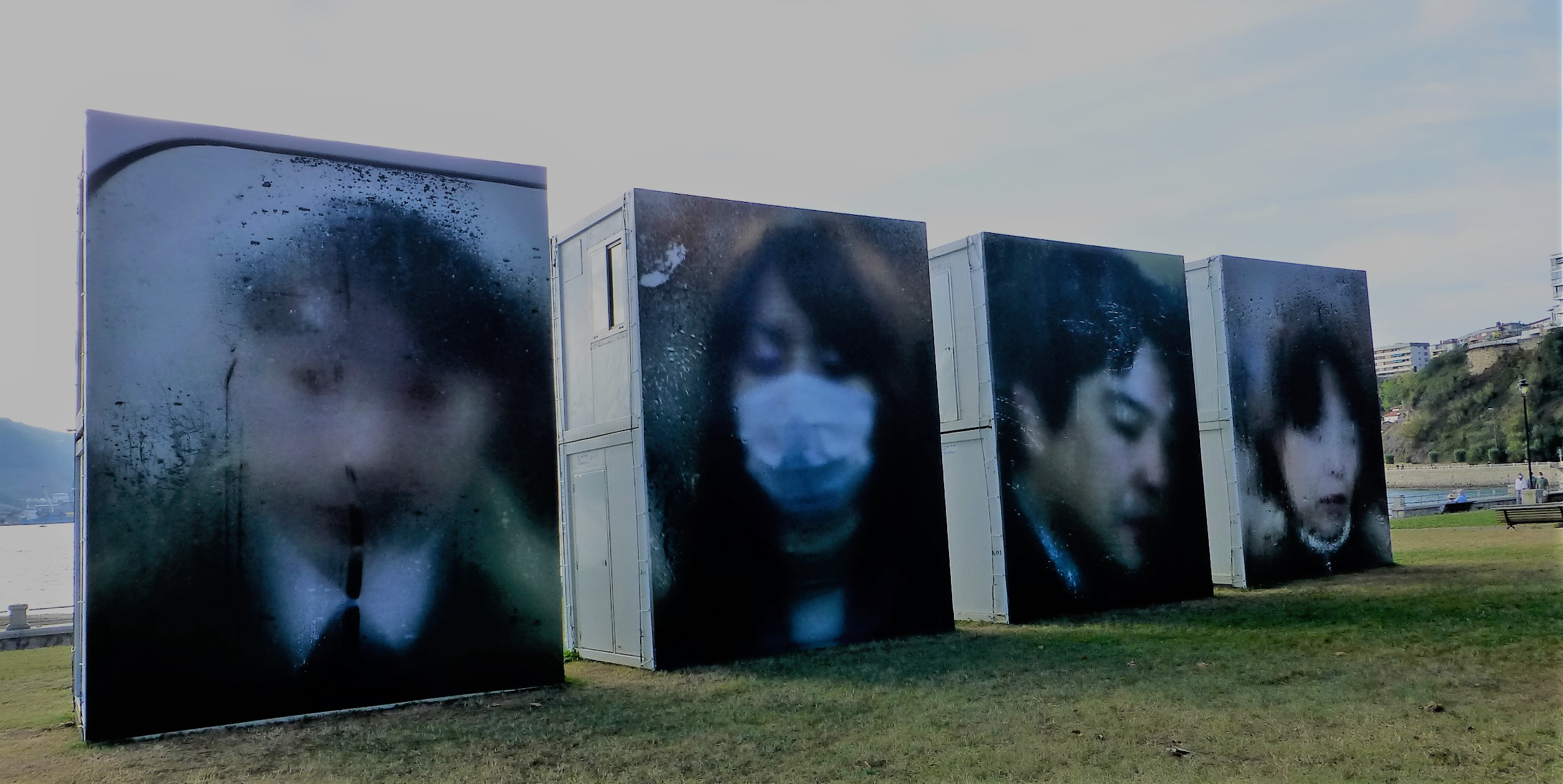
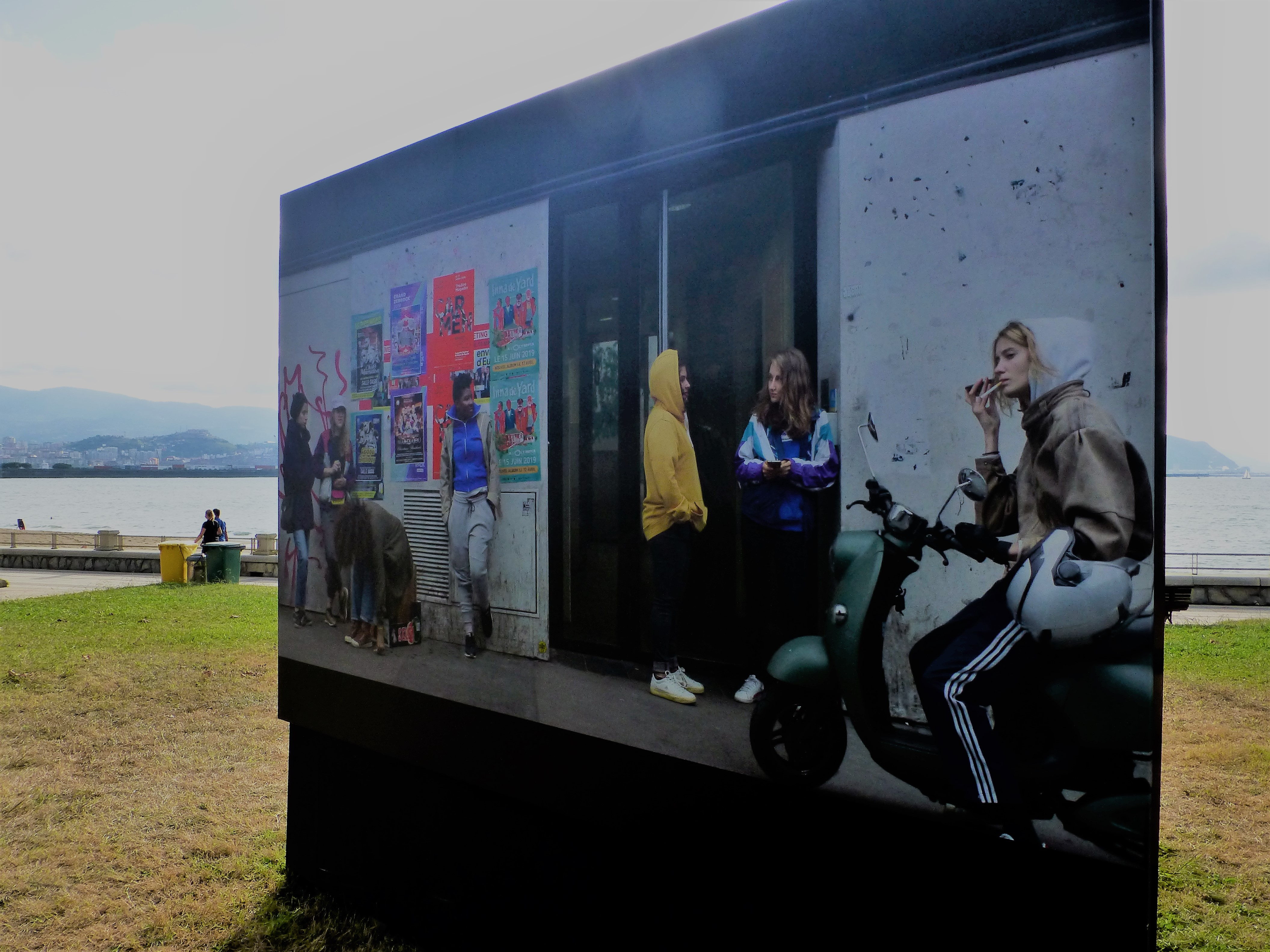
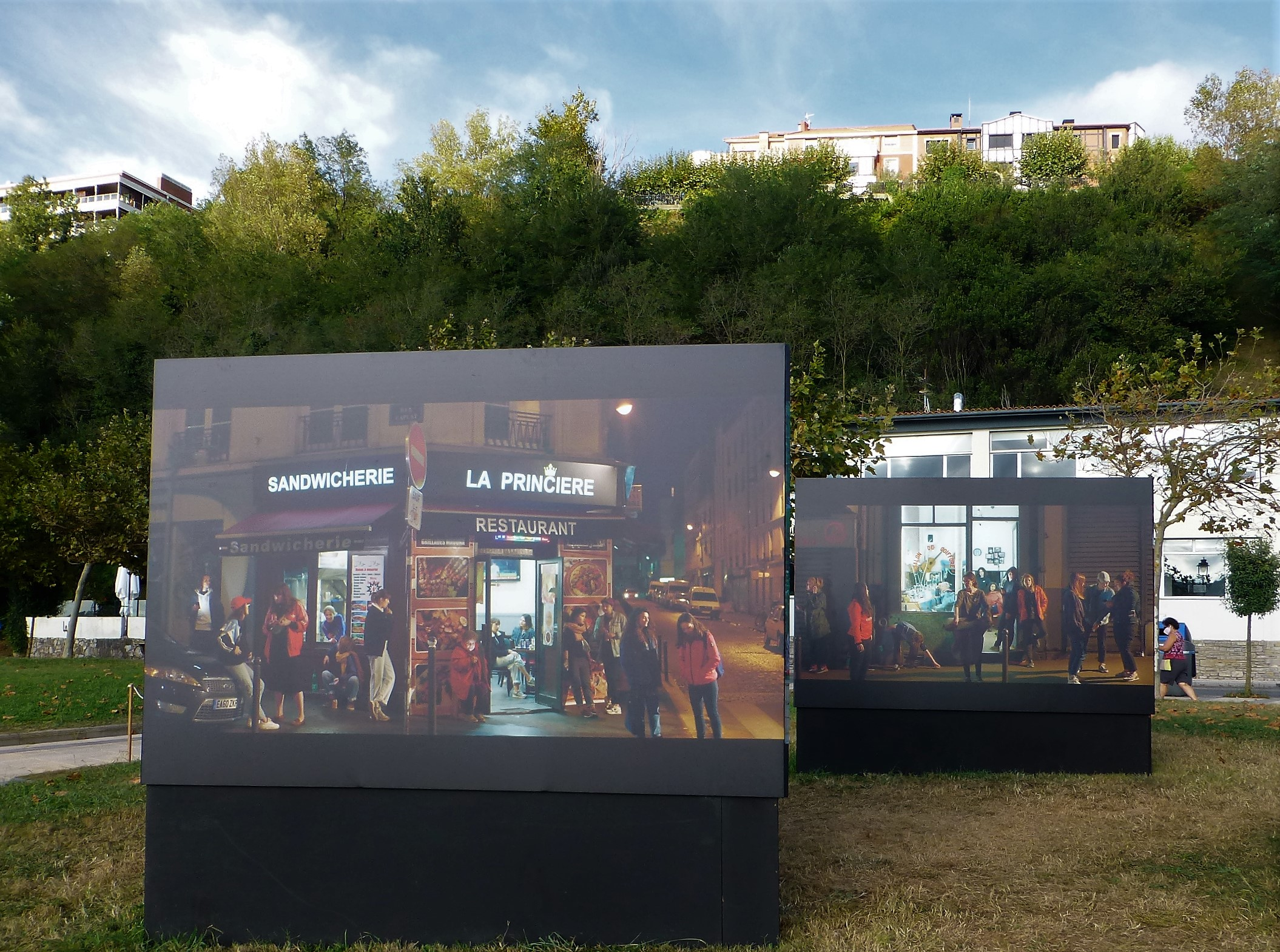
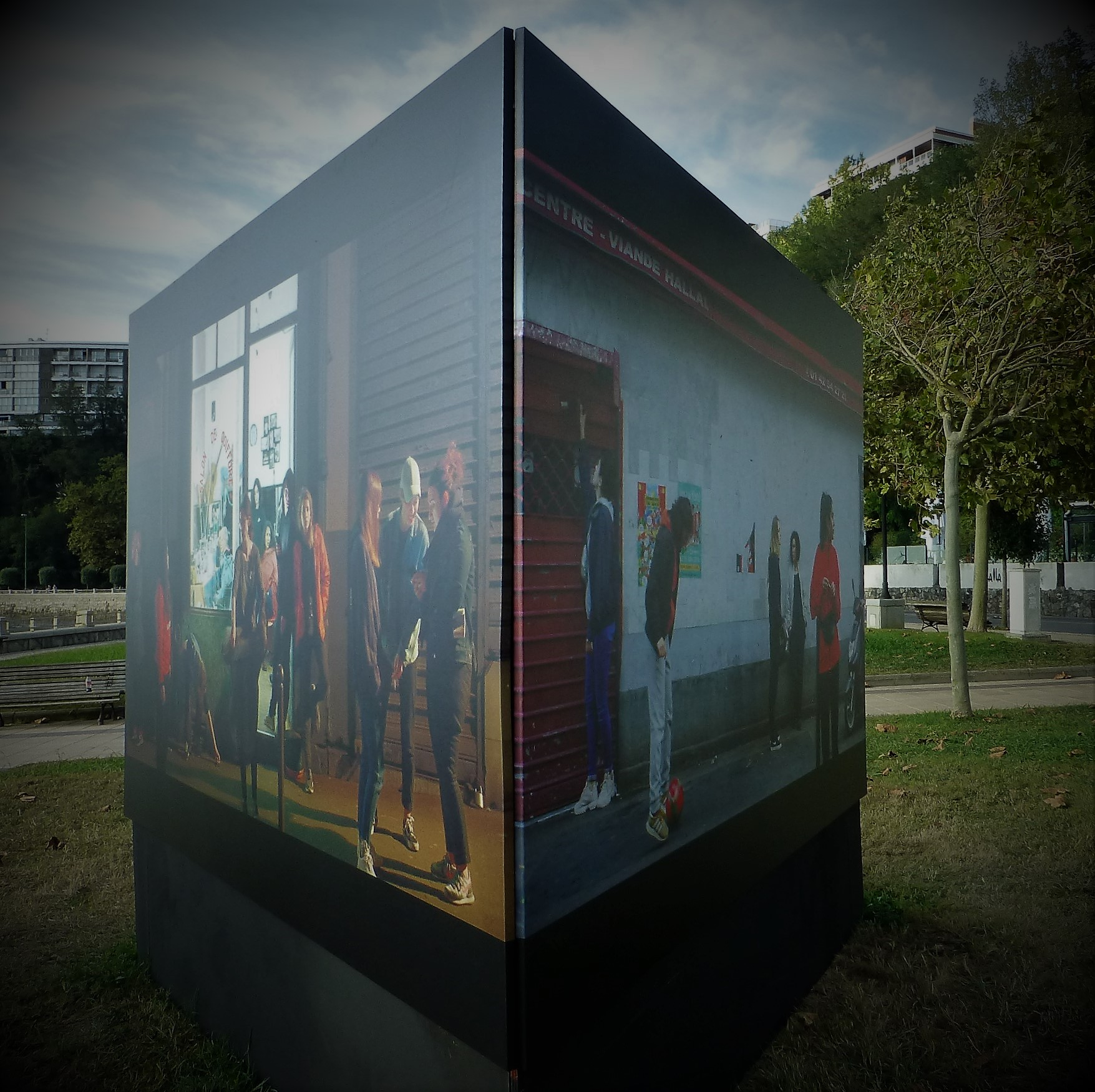